# Asdomobil
Asdomobil war eine deutsche Automarke.

## Geschichte
Das Unternehmen Alfred Schwefringhaus in Düsseldorf begann 1913 mit der Produktion von Automobilen. Im gleichen Jahr endete die Produktion.

## Fahrzeuge
Das einzige Pkw-Modell war ein Dreirad. Weitere Details sind nicht überliefert.
Daneben gab es ein Nutzfahrzeug. Es war ebenfalls ein Dreirad. Das einzelne Rad befand sich hinten. Ein wassergekühlter Viertaktmotor trieb über ein Fünfganggetriebe und eine Kardanwelle das Hinterrad an. Das offene Fahrerabteil bot Platz für eine Person. Dahinter war ein Kasten für Ladung.